# Leucothoe lilljeborgi
Leucothoe lilljeborgi är en kräftdjursart som beskrevs av Boeck 1861. Leucothoe lilljeborgi ingår i släktet Leucothoe och familjen Leucothoidae. Inga underarter finns listade i Catalogue of Life.